# Les Molunes
Les Molunes is een plaats en voormalige gemeente in het Franse departement Jura in de regio Bourgogne-Franche-Comté en telt 130 inwoners (2004). De plaats maakt deel uit van het arrondissement Saint-Claude.

## Geschiedenis
Les Molunes is op 1 januari 2017 gefuseerd met de gemeente Septmoncel tot de gemeente Septmoncel les Molunes. 

## Geografie
De oppervlakte van Les Molunes bedraagt 18,6 km², de bevolkingsdichtheid is 7,0 inwoners per km².
De onderstaande kaart toont de ligging van Les Molunes met de belangrijkste infrastructuur en aangrenzende gemeenten.

## Demografie
Onderstaande figuur toont het verloop van het inwonertal.